# Tête de Clown

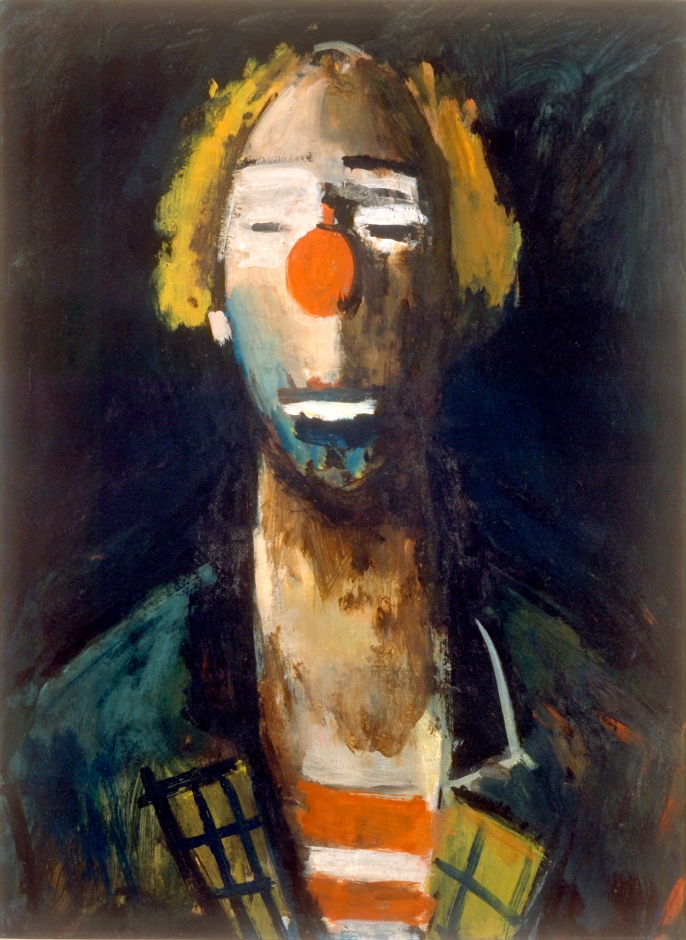
Joseph Kutter Tête de Clown

Tête de Clown ("clownshoofd") is een schilderij van de Luxemburgse schilder Joseph Kutter van rond 1937.

## Beschrijving
Het schilderij meet 62,7 × 45,8 cm.
Het schilderij bevindt zich in de collectie van het Nationaal museum van geschiedenis en kunst in Luxemburg.

## Analyse
Joseph Kutter was een van de beroemdste expressionistische kunstenaars uit Luxemburg uit de eerste helft van de 20ste eeuw. Hij is een van de bekendste schilders uit de Luxemburgse Sezession.
Menselijke figuren staan centraal in Kutters werk. Hij gebruikt deze om menselijkheid en zichzelf te representeren; zijn figuren stralen vrolijkheid uit tot 1936-1937. Clowns werden prominent in zijn werk vanaf 1935, nadat hij ze in een show had gezien in Luxemburg. De clowns in zijn werk leken een gevolg te zijn van zijn ernstige ziekte.